# Пуяц, Георгий Георгиевич
Георгий Георгиевич Пу́яц (латыш. Georgijs Pujacs; 11 июня 1981, Рига) — латвийский хоккеист, защитник. Воспитанник рижского хоккея.

## Карьера
Георгий Пуяц начал свою профессиональную карьеру в 1996 году в составе рижского клуба «Пардаугава». В своём первом сезоне Георгий провёл на площадке 19 матчей, в которых он набрал 6 (1+5) очков, после чего стал игроком ныне несуществующего клуба ХК «Рига». В 1999 году на драфте НХЛ он был выбран в 9-м раунде под общим 264 номером клубом «Бостон Брюинз».
В том же году Пуяц принял решение отправиться в Северную Америку, однако, проведя один сезон в низших лигах США, он вернулся на родину, где после некоторого времени в составе клуба «Вилки» он подписал контракт с командой «Металургс». В составе клуба из Лиепаи Георгий дважды становился чемпионом страны, а также выигрывал Восточно-европейскую лигу. Перед началом сезона 2005/06 Пуяц заключил соглашение с клубом «Рига 2000», с которым в том же году в третий раз в своей карьере завоевал золотые медали латвийского первенства.
В 2006 году, несмотря на слухи, связывавшие его с хабаровским «Амуром», он перешёл в мытищинский «Химик». В своём дебютном сезоне в России Георгий принял участие в 55 матчах и отметился 10 (1+9) набранными очками, после чего подписал контракт с минским «Динамо». Однако уже осенью 2007 года Пуяц вернулся в Россию, заключив соглашение с тольяттинской «Ладой».
В составе нового клуба Георгий в итоге провёл 75 матчей, набрав 18 (10+8) очков, однако в середине дебютного сезона Континентальной хоккейной лиги он покинул команду и перешёл в рижское «Динамо». 13 июля 2009 года Пуяц заключил соглашение с новосибирской «Сибирью», в составе которой в сезоне 2009/10 провёл на площадке 56 матчей и набрал 14 (1+13) очков, после чего продлил срок действия своего контракта ещё на один год.
В новом сезоне Георгий сумел стать одним из лидеров новосибирцев, в 53 играх отметившись 22 (8+14) результативными баллами, поэтому 29 апреля 2011 года он заключил новое двухлетнее соглашение с клубом, став в сезоне 2011/12 его капитаном вслед за ушедшим в «Северсталь» Александром Бойковым. Тем не менее, из за постоянных травм Пуяц вскоре лишился звания капитана, а 15 января 2012 года он и вовсе покинул клуб, подписав контракт до конца сезона с омским «Авангардом». В составе своего нового клуба Георгий быстро сумел стать основным игроком обороны, дойдя в итоге с «Авангардом» до финала Кубка Гагарина, где омичи уступили московскому «Динамо».
19 июля 2013 года Георгий Пуяц вернулся в рижское «Динамо». 25 августа 2014 года стал капитаном команды.

### Международная
В составе сборной Латвии Георгий Пуяц принимал участие в юниорском чемпионате Европы во втором дивизионе 1999 года, на котором он вместе с командой завоевал повышение в классе, а также молодёжном первенстве мира в первом дивизионе 2000 года, проведя на этих турнирах 9 матчей, и набрав 4 (0+4) очка. на взрослом уровне Георгий выступал на чемпионатах мира 2006, 2007, 2008, 2009, 2010, 2011 и 2012 годов, а также Олимпийских играх 2006 и 2010 годов. Всего на его счету 9 (3+6) результативных баллов в 52 проведённых играх.

## Достижения
- Серебряный призёр чемпионата Латвии 2001.
- Чемпион Латвии (3): 2002, 2003, 2006.
- Чемпион ВЕХЛ 2002.
- Самый недисциплинированный игрок чемпионата мира 2011.
- Серебряный призёр чемпионата России ( КХЛ )2012.

## Статистика
| Легенда | Легенда                    | Легенда | Легенда                   | Легенда | Легенда    |
| ------- | -------------------------- | ------- | ------------------------- | ------- | ---------- |
| И       | Количество проведённых игр | Штр     | Штрафное время            | +/−     | Плюс-минус |
| Г       | Голы                       | П       | Голевые передачи          | О       | Очки       |
| -       | Статистика неизвестна      | —       | Статистика не учитывалась |         |            |

### Клубная карьера
b — Переходный турнир.

### Международная
| Турнир        | Место | Игр | Г | П | Очк | +/- | Штр |
| ------------- | ----- | --- | - | - | --- | --- | --- |
| ЮЧЕ-1999 (Д2) | 1     | 4   | 0 | 3 | 3   | +12 | 2   |
| МЧМ-2000 (Д1) | 4     | 5   | 0 | 1 | 1   | -2  | 6   |
| ОИ-2006       | 12    | 5   | 0 | 0 | 0   | -7  | 0   |
| ЧМ-2006       | 11    | 6   | 0 | 0 | 0   | +1  | 18  |
| ЧМ-2007       | 13    | 5   | 0 | 0 | 0   | -2  | 4   |
| ЧМ-2008       | 11    | 6   | 0 | 1 | 1   | +2  | 6   |
| ЧМ-2009       | 7     | 7   | 0 | 0 | 0   | +1  | 10  |
| ОИ-2010       | 12    | 4   | 0 | 1 | 1   | +1  | 2   |
| ЧМ-2010       | 11    | 6   | 1 | 2 | 3   | +1  | 2   |
| ЧМ-2011       | 13    | 6   | 2 | 1 | 3   | +2  | 33  |
| ЧМ-2012       | 10    | 7   | 0 | 1 | 1   | -2  | 22  |